# イェスゲイ

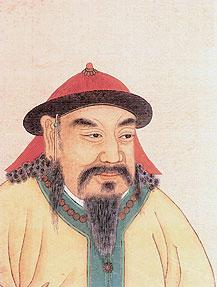
イェスゲイ

イェスゲイ（モンゴル語: Есүхэй、ᠶᠢᠰᠦᠭᠡᠢ、Yesügei, 不詳 - 1171年）は、12世紀中頃にモンゴル高原の北東部で活動したモンゴル部のうちボルジギン氏系キヤト氏の首長のひとり。モンゴル帝国を築いたチンギス・カンの父であり、キヤト・ボルジギン氏の祖である。バアトルという称号を帯び、イェスゲイ・バアトル (Yesügei Ba'atur) の名で知られている。『元史』における漢字表記は也速該、『集史』のペルシア語表記ではイースーカーイー・バハードゥル( ييسوكاى　بهادر Yīsūkāī bahādur) と書かれる。書籍によってはエスゲイ（エスゲイ・バートル）とも表記される。

## 生涯
カブル・カンの次男バルタン・バアトルの三男として生まれる。兄弟には兄のモンゲトゥ・キヤン、ネクン・タイシ、弟のダリダイ・オッチギンがいる。
イェスゲイの族祖父にあたる「あまねきモンゴル」の君主アンバガイ・カン（カブル・カンの又従兄弟）がタタル部族の乣（ちゅう：国境守備隊）に謀られ、金帝国によって処刑された頃、イェスゲイ・バアトルはオノン河のほとりで鷹狩りをやっていた。その時、メルキト部族のイェケ・チレドゥがオルクヌウトの民の所から娘を娶ってきたのに出会った。見てみると容姿の優れた娘だったので、イェスゲイは兄のネクン・タイシと弟のダリダイ・オッチギンを呼んだ。イェケ・チレドゥがおびえて逃げると、三人はその後を追った。イェケ・チレドゥが連れる女性ホエルンは、「あの三人はあなたを殺そうとしています。あなたは生きてさえいれば、別の女性と出会うことが出来ます。命を捨ることはせず、私を置いて行ってください」と言い、イェケ・チレドゥを逃がしてやった。こうして三人によって奪取されたホエルンはイェスゲイの妻となった。
イェスゲイの叔父クトラ・カンと族父カダアン・タイシによって、アンバガイ・カンの仇討ちが開始されると、イェスゲイもタタル部族に侵攻し、その領袖であるテムジン・ウゲとコリ・ブカを捕えた。ちょうどその頃、妻のホエルン夫人は身重で、オノン河のデリウン岳にいた時に一人の男子を生んだ。ホエルン夫人はイェスゲイが捕えて来たタタル族の勇将の名にちなんで、「テムジン」と名付けた（この子が後にチンギス・カンとなる）。後にイェスゲイとホエルンとの間には、ジョチ・カサル、カチウン・エルチ、テムゲ・オッチギンの計4人が生まれることになる。
テムジンが9歳の時、イェスゲイはテムジンに女を娶らせるべく、母方のオルクヌウトの民の所へ連れて行くことにした。途中、チェクチェル、チクルグゥという2つの山の間で、オンギラト氏族の一首長であるデイ・セチェンに出会った。デイ・セチェンは自分の家へ招き、自分の娘を紹介した。名はボルテといい、テムジンより1歳年上であったが、イェスゲイはその娘を気に入り、息子に娶らせることに決めた。デイ・セチェンは条件として、最初は婿としてテムジンを置いていってほしいとの事だったので、イェスゲイはいったん、テムジンを預けてデイ・セチェンの家をあとにし、自分の家へ向かった。その途中、チェクチェル山の麓のシラ・ケエルという所で、タタル族の民が宴を張っているのに遭遇した。ちょうど、のどが渇いていたイェスゲイは下馬して飲み物を分けてもらったが、以前の敗北した怨みがあったタタル族はその飲み物にこっそり毒を混ぜて与えた。帰る途中、イェスゲイは具合が悪くなっていき、3泊4日かけて自分の家にたどり着いた。家に着いた後も具合はいっそう悪くなっていった。イェスゲイは自分の死期をさとり、近くにいたコンゴタン氏のチャラカ翁（エブゲン）の子モンリクを呼んで「テムジンを戻し、後に残った者たちをたのむ」と言うと、そのまま絶命してしまった。
モンリクはイェスゲイの遺言どおり、デイ・セチェンのもとからテムジンを連れ帰した。その翌年春、それまでキヤト氏族とともに行動を共にしてきた同族のタイチウト氏の首長のタルグタイ・キリルトク（アンバガイ・カンの孫でイェスゲイの族弟）らが集落の離脱を表明し、イェスゲイ一家を残してキヤト氏の部民もろとも移営していった。

## 追尊
モンゴル帝国が広大な領域を支配する帝国に成長した後、初代皇帝チンギス・カンの孫でイェスゲイにとっては曾孫である第5代のカアンのクビライは、1266年に中国の習慣により、曾祖父であるイェスゲイに「烈祖神元皇帝」と追諡した。

## その他
ケレイト部のトオリルが、父の死後に弟を殺害して、叔父のグル・カンと後継者争いをして、敗走したときにトオリルはイェスゲイに援軍を求めた。イェスゲイは快く快諾して、勢いを取り戻したトオリルは叔父を撃破して、ケレイトの首長の座に就くとことができた。トオリルはイェスゲイに感謝してアンダ（盟友）の誓いを結んだという。これが縁で、イェスゲイの死後に子のテムジンが苦難を味わったときに、トオリルはテムジンを義子に自らは義父と称するアンダの誓いをして、テムジンを援助した。

## 妻子
- 正室ホエルン
  - テムジン（チンギス・カン）
  - カサル
  - カチウン
  - テムゲ
  - テムルン（女子）
- 側室
  - ベグテル
  - ベルグテイ